# Регіональна політика Європейського Союзу

Відповідає вимогам конвергенції
Дещо не відповідає вимогам конвергенції
Відповідає вимогам «Місцева конкурентоспроможність і зайнятість»
На шляху відповідности вимогам «Місцева конкурентоспроможність і зайнятість»

Регіональна політика ЄС або «Політика згуртування» — політика, яка має на меті покращення економічного добробуту регіонів Європейського Союзу, а також запобігання регіональної диспропорції.
Понад третини бюджету ЄС витрачається на подолання економічних, соціальних і територіальних розбіжностей ЄС, реструктурізацію занепалих індустріальних зон і розвиток аграрного сектору. Ця політика має сприяти підвищенню конкурентоспроможності регіонів, заохоченню економічного зростання і створенню нових робочих місць. Заходи також спрямовані на розв'язання більш широкого кола проблем, які несе нова доба, зокрема кліматичні зміни, енергопостачання і глобалізація.

## Історія
Історія регіональної політики почалася разом з історією об'єднаної Європи: з прийняттям Римського договору в 1957 році, одне з головних завдань якого стала співпраця у гармонічному економічному розвитку.